# Diplomaragna gracilipes
Diplomaragna gracilipes är en mångfotingart som först beskrevs av Karl Wilhelm Verhoeff 1914.  Diplomaragna gracilipes ingår i släktet Diplomaragna och familjen Diplomaragnidae. Inga underarter finns listade i Catalogue of Life.